# Francis Higgins
Francis Peter Higgins (né le 16 novembre 1928 à Stockton-on-Tees et décédé le 8 septembre 1993) est un athlète britannique spécialiste du 400 mètres. Il mesurait 1,79 m pour 67 kg.

## Carrière

### Palmarès
| Date | Compétition                                     | Lieu      | Résultat | Performance  |
| ---- | ----------------------------------------------- | --------- | -------- | ------------ |
| 1954 | Jeux de l'Empire britannique et du Commonwealth | Vancouver | 1er      | 3 min 11 s 2 |
| 1956 | Jeux olympiques d'été                           | Melbourne | 3e       | 3 min 7 s 1  |

### Records
| Épreuve    | Performance | Lieu | Date |
| ---------- | ----------- | ---- | ---- |
| 400 mètres | 47 s 1      |      | 1956 |